# Orchidea De Santis

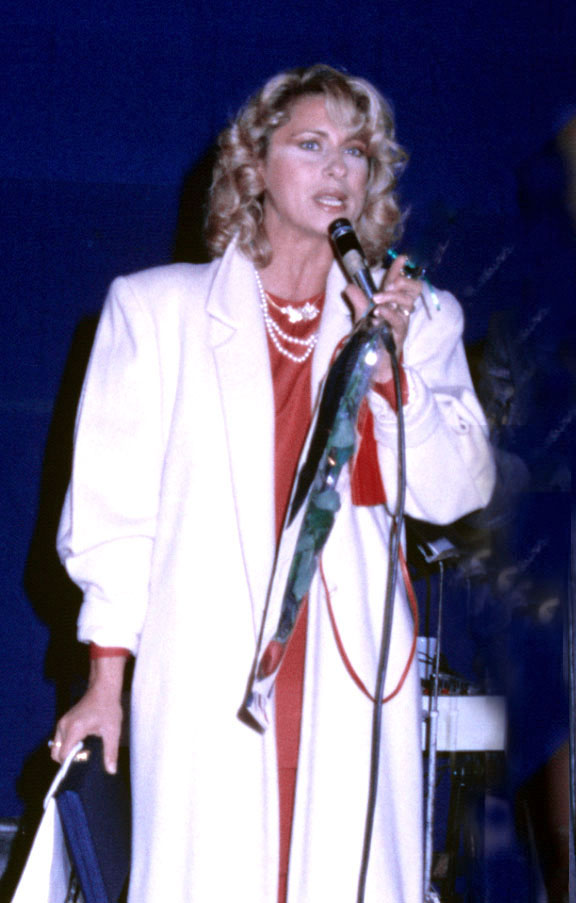
Orchidea De Santis (1986)

Orchidea De Santis (eigentlich Orchidea De Sanctis; * 20. Dezember 1948 in Bari) ist eine italienische Schauspielerin.

## Leben
De Santis versuchte sich nach dem versetzungsbedingten Umzug ihrer Familie (ihr Vater war Marineoffizier) nach Rom als Kindersprecherin beim Programm von Radio Rai und wurde bereits ab 1964 in kleineren Rollen von Gebrauchsfilmen eingesetzt. Aufgrund ihrer physischen Attribute und ihrer blonden Haare war sie bald schmückendes Beiwerk in vielen Filmen gerade gängiger, günstig produzierter Genremoden, darunter zahlreiche „Sexy Comedies“. Nach einem Unfall bei den Dreharbeiten zu Arrivano i gatti 1980 beendete sie nahezu ihre Kinokarriere – nur noch drei Auftritte für Spielfilme folgten.
Auf der Theaterbühne bewies sie stattdessen einige Male, wenn gefordert, ihr größeres Talent, so neben Fiorenzo Firentini in Strega Roma oder neben Mario Scaccia in Chicchignola, deren Inszenierung sehr gefeiert wurde.
Seit dem neuen Jahrtausend ist De Santis, die auch Schulprogramme und Tiersendungen präsentierte, vor allem als Lobbyistin für Tierschutz aktiv.
Unter ihrem Geburtsnamen de Sanctis wurde 1972 eine Single bei Roch Records veröffentlicht, auf dem sie den Titel Partners singt.

## Filmografie (Auswahl)
- 1964: Queste pazze pazze donne
- 1964: Die unbesiegbaren Drei (Gli invincibili tre)
- 1966: I due figli di Ringo
- 1966: Siebzehn Jahr, blondes Haar (La battaglia degli mods)
- 1968: Staatsstreich (Colpo di stato)
- 1969: Im Labyrinth der Sexualität (Nel labirinto del sesso)
- 1972: Un dólar de recompensa
- 1972: Hattu Keuschheitsgürtel muttu knabbern (Decamerone proibito)
- 1974: Die heiße Nacht der Killer (La muerte llama a las 10)
- 1974: Charlys Nichten
- 1976: Der Kleine mit der großen Schnauze (La dottoressa sotto il lenzuolo)
- 1976: Die wilden Mahlzeiten (René la Canne)
- 1992: Endstation Mord (Le amiche del cuore)
- 1996: Il caso Redoli (Fernsehfilm)